# Калинино (Кривой Рог)
Калинино (укр. Калініне) — исторический район Кривого Рога, бывший посёлок городского типа Криворожского городского совета.
Код КОАТУУ — 1211065500. Население по данным 1986 года составляло 160 человек.
Посёлок ликвидирован в 1997 году.

## Географическое положение
Калинино находится на правом берегу канала Днепр — Кривой Рог, примыкает к бывшему пгт Зализничное, на расстоянии в 0,5 км расположен город Кривой Рог. Рядом проходит железная дорога, остановочный пункт Лесозащитная в 1-м км.

## Экономика
- Аэродром «Долгинцево». База 363-го военно-транспортного авиаполка.